# Властелины Вселенной (фильм, 1987)
«Властелины Вселенной» (англ. Masters of the Universe) — супергеройский фильм по мотивам анимационного сериала 1983—1984 годов. Фильм имеет также переводы названия: «Повелители Вселенной», «Хозяева Вселенной» и «Мастера Вселенной».

## Легенда
На границе между Светом и Тьмой стоит Замок серого черепа. На протяжении веков армии Тьмы мечтали только о захвате этого замка, потому что тот кто контролирует замок получит мощь, силу стать всемогущим, силу стать Повелителями Вселенной.

## Сюжет
К Гвилдору, изобретателю космического ключа, пришла Ивл-Лин и завладела космическим ключом. Благодаря ему, прихлебатели Скелетора проникли в город и захватили Замок серого черепа. К тому времени Гвилдор успел изготовить второй ключ. Находясь в замке Хи-Мен и его друзья активировали ключ и выбрали направление наугад. Это привело их на Землю. Находясь на Земле они столкнулись с коровой. После этого они отправились на поиски космического ключа, который исчез в неизвестном направлении. Космический ключ попал в руки Кевина и Джули, когда они находились на кладбище. Они нажали на несколько кнопок и о его местонахождении стало известно на Этернии. С этого момента специально подготовленная команда проникает на Землю для захвата космического ключа.

## В ролях
- Дольф Лундгрен — Хи-Мен / Принц Адам
- Кортни Кокс — Джули Уинстон
- Фрэнк Ланджелла — Скелетор
- Мег Фостер — Зло-Лин
- Йон Сайфер — Дункан
- Челси Филд — Тила
- Кристина Пиклз — Колдунья
- Джеймс Толкан — детектив Любич
- Роберт Данкан МакНил — Кевин Корриган
- Билли Барти — Гвилдор
- Тони Карол — «Человек-Зверь»
- Понс Маар — Суарод

## Призы
- 1988 — Международный фестиваль фантастического кино Fantasporto — приз за лучшие спецэффекты.
- 1988 — «Серебряный свиток» — приз Академии научной фантастики, фэнтези и фильмов ужасов (англ. Academy of Science Fiction, Fantasy & Horror Films) режиссёру Гари Годдарду[4]

На премию «Сатурн» в 1988 году фильм был выдвинут в трёх номинациях: «Лучшие костюмы» (Джули Уайсс), «Лучший научно-фантастический фильм» и «Лучшие спецэффекты» (Ричар Эдлунд), но премию не получил ни в одной номинации.
Также актёр Билли Барти номинировался на приз «Золотая малина» за роль Гвилдора в категории «Худшая мужская роль второго плана».